# وب آو تراست
وب آو تراست، یا MyWOT (یا WOT یا Web of Trust)، یک سرویس اعتبارسنجی آنلاین و ایمنی اینترنتی است که شاخص‌های اعتماد را در مورد وب‌سایت‌های جهان، نشان می‌دهد. سطح اعتماد بر پایهٔ رده‌بندی و دیدگاه‌های کاربران و هم بر پایهٔ نرم‌افزارهای یابندهٔ ویروس شخص‌سوم، یابندهٔ فیشینگ، یابندهٔ کلاهبرداری و همچنین لیست‌های سیاه هرزنامه جهانی است. این سرویس، همچنین بررسی‌های جمع‌سپاری را ارائه می‌دهد در مورد اینکه تا چه اندازه وب‌سایت‌ها قابل اعتماد هستند و به حریم خصوصی کاربر، قابلیت اطمینان فروشنده و ایمنی کودک احترام می‌گذارند. این سرویس، از معتبرترین سازمان‌های اعتبارسنجی برای یک وبسایت است.
افزون بر بررسی توسط نرم‌افزارهای گوناگون و لیست‌های سیاه وب‌سایت‌ها، بازدیدکنندگان یا خریداران یک وبسایت نیز می‌توانند دیدگاه خود را دربارهٔ وب‌سایت، ثبت کنند.

## افزونه
سرویس WOT افزونه‌ای برای مرورگرهای وب از جمله فایرفاکس، گوگل کروم، اپرا، اینترنت اکسپلورر و بایدو ارائه می‌دهد. برنامه، وب‌سایت‌ها را بر پایهٔ امتیاز آوازهٔ آن‌ها رده‌بندی می‌کند و به کاربران پایانی، نشانگر قرمز، زرد یا سبز نشان می‌دهد که قرمز رنگ به این معنی است که سایت دارای امتیاز ایمنی ضعیفی است و سبز، به معنی ایمنی خوب است.